# Amazon Aurora
Amazon Aurora é um serviço de banco de dados relacional desenvolvido e oferecido pela Amazon Web Services lançado em outubro de 2014. O serviço está disponível como parte do Amazon Relational Database Service (RDS). 

## História
Em seu lançamento, Amazon Aurora ofereceu serviço compatível com MySQL; foi adicionado compatibilidade com PostgreSQL em outubro de 2017. Em agosto de 2017, o recurso Aurora Fast Cloning (Cópia em gravação) foi adicionado, permitindo aos clientes criar cópias rápidas e econômicas de seus bancos de dados. Em maio de 2018, Aurora Backtrack foi adicionado, o que permite aos desenvolvedores retroceder clusters de banco de dados sem criar um novo. Tornou-se possível interromper e iniciar os clusters Aurora em setembro de 2018. Em agosto de 2018, a Amazon começou a oferecer uma versão sem servidor.
Em 2019, os desenvolvedores do Aurora ganharam o prêmio SIGMOD Systems Award por fundamentalmente redesenhar o armazenamento de banco de dados relacional para ambientes em nuvem.

## Características
O Aurora aloca automaticamente o espaço de armazenamento do banco de dados em incrementos de 10 gigabytes, conforme necessário, até um máximo de 128 terabytes, oferece replicação automática de seis vias desses blocos em três zonas de disponibilidade para melhor disponibilidade e tolerância a falhas.
O Aurora fornece aos usuários métricas de desempenho, como taxa de transferência de consulta e latência, ele fornece clonagem rápida de banco de dados.
O Aurora Multi-Master permite a criação de várias instâncias de leitura e gravação em um banco de dados Aurora em várias zonas de disponibilidade, o que permite que aplicativos sensíveis ao tempo de atividade obtenham disponibilidade de gravação contínua por meio de falha de instância.

### Compatibilidade MySQL
A Amazon projetou o Aurora para ser compatível com MySQL, o que significa que ferramentas para consultar ou gerenciar bancos de dados MySQL (como o cliente de linha de comando mysql e a interface gráfica de usuário do MySQL Workbench) podem ser usadas. Nem todas as opções e recursos do MySQL estão disponíveis; em setembro de 2016, o Amazon Aurora se tornou compatível com MySQL 5.6 e 5.7 e, suporta InnoDB como um mecanismo de armazenamento.

### Desempenho
A Amazon alega melhorias de desempenho cinco vezes maiores em testes de benchmarking sobre MySQL no mesmo hardware, devido à "integração total do mecanismo de banco de dados com uma camada de armazenamento virtualizada baseada em SSD construída especificamente para cargas de trabalho de banco de dados, reduzindo gravações no sistema de armazenamento, minimizando a contenção de bloqueio e eliminando atrasos criados por threads de processo de banco de dados ". Outros testes independentes mostraram que o Aurora tem um desempenho melhor do que as tecnologias concorrentes em algumas, mas não em todas as combinações de carga de trabalho e tipo de instância.[carece de fontes?]